# Iwan Morozow (polityk)
Iwan Pawłowicz Morozow (ros. Иван Павлович Морозов, ur. 30 września 1924 we wsi Mieżador w Komi-Zyriańskim Obwodzie Autonomicznym, zm. 26 kwietnia 1987 w Syktywkarze) – radziecki polityk, członek KC KPZR (1976-1987), I sekretarz Komi Komitetu Obwodowego KPZR (1965-1987).
W latach 1939–1942 uczył się w szkole felczersko-położniczej, 1942 felczer na budowie kolei Północno-Pieczorskiej, od października 1942 do czerwca 1944 w Armii Czerwonej. Od 1943 w WKP(b), 1944-1945 instruktor wydziału wojskowego rejonowego komitetu WKP(b) w Komijskiej ASRR, 1945-1946 słuchacz Komi obwodowej szkoły partyjnej. Od 1946 do marca 1953 I sekretarz rejonowego komitetu, kierownik wydziału wojskowo-fizycznokulturowego Komi obwodowego komitetu Komsomołu, instruktor Komi obwodowego komitetu WKP(b), kierownik wydziału Komitetu Obwodowego WKP(b)/KPZR w Workucie. Od marca 1953 do 1955 przewodniczący komitetu wykonawczego rady miejskiej w Workucie, 1955-1957 ponownie słuchacz Komi obwodowej szkoły partyjnej (nie ukończył), 1957-1958 przewodniczący komitetu wykonawczego rady miejskiej w Incie, 1958-1963 I sekretarz Komitetu Miejskiego KPZR w Incie, 1960 zaocznie ukończył Wyższą Szkołę Partyjną przy KC KPZR. Od 10 maja 1963 II sekretarz, a od 29 października 1965 do 28 marca 1987 I sekretarz Komi Komitetu Obwodowego KPZR, następnie na emeryturze. Od 8 kwietnia 1966 do 30 marca 1971 członek Centralnej Komisji Rewizyjnej KPZR, od 9 kwietnia 1971 do 24 lutego 1976 zastępca członka, a od 5 marca 1976 do śmierci członek KC KPZR. Deputowany do Rady Najwyższej ZSRR od 7 do 11 kadencji.
Jego imieniem nazwano ulicę w Syktywkarze.

## Odznaczenia
- Order Lenina (trzykrotnie)
- Order Rewolucji Październikowej
- Order Czerwonego Sztandaru Pracy
- Order „Znak Honoru”

I order bułgarski.